# Budyně nad Ohří
Budyně nad Ohří (en allemand : Budin an der Eger) est une ville du district de Litoměřice, dans la région d'Ústí nad Labem, en Tchéquie. Sa population s'élevait à 2 139 habitants en 2021.

## Géographie
Budyně nad Ohří est arrosée par la rivière Ohře, un affluent de l'Elbe, et se trouve à 10 km à l'ouest de Roudnice nad Labem, à 15 km au sud de Litoměřice, à 30 km au sud-sud-est d'Ústí nad Labem et à 43 km au nord-ouest de Prague.
La commune est limitée par Brozany nad Ohří et Nové Dvory au nord, par Dušníky et Přestavlky à l'est, par Martiněves et Mšené-lázně au sud, par Evaň, Libochovice, Radovesice et Žabovřesky nad Ohří à l'ouest, et par Chotěšov au nord-ouest.

## Administration
La commune se compose de sept quartiers :
- Břežany nad Ohří
- Budyně nad Ohří
- Kostelec nad Ohří
- Nížebohy
- Písty
- Roudníček
- Vrbka

## Histoire
Budyně nad Ohri a le statut de ville depuis le 24 octobre 1996.

## Patrimoine
Le château de Budyně est un manoir du XVe siècle, rénové dans le style Renaissance, puis dans un style plus romantique. La majeure partie du bâtiment est préservée, y compris une peinture sur un mur intérieur représentant le « dragon de Budyně ». Le château contient divers objets rapportés par des voyageurs, dont un crocodile empaillé, apporté par Jan Zajíc de Hazmburk en 1518.

## Transports
Par la route, Budyně nad Ohří se trouve à 12 km de Roudnice nad Labem, à 19 km de Litoměřice, à 44 km d'Ústí nad Labem et à 54 km de Prague.

## Jumelage
- Hohnstein (Allemagne) depuis 2008